# عين البراحة
عين البراحة  هي إحدى مراكز محافظة الدوادمي التابعة لمنطقة الرياض، تقع في الشمال الغربي من محافظة الدوادمي بمسافة تبلغ نحو 75 كيلا تقريبا وتبعد عن العاصمة الرياض نحو 384 كيلا وقد سميت بهذا الاسم لوجود عين ماء قديمة ومن حولها أرض براح واسعة ولهذا سميت عين البراحة وهي في تطور مستمر مثلها مثل باقي مدن وقرى المملكة العربية السعودية.

## أحياء عين البراحة
- المركز
- حي الحويقلية
- حي المدهشية
- حي العليا
- حي المجد
- حي الحمد
- حي العفارى
- الخزان

## السكان
إحصائيات عدد سكان بلدة عين البراحة تقريبا 1368 نسمة.